# Li Yuwei
Li Yuwei, né le 20 juillet 1965 à Shenyang, est un tireur sportif chinois.

## Carrière
Li Yuwei participe aux Jeux olympiques de 1984 à Los Angeles et remporte la médaille d'or dans l'épreuve de la cible mobile 50 mètres.